# اینلاندت
اینلاندت (به لاتین: Innlandet) یک منطقهٔ مسکونی در نروژ است که در نروژ واقع شده‌است. اینلاندت ۵۲٬۰۷۲٫۴۵ کیلومتر مربع مساحت و ۳۷۱٬۳۸۵ نفر جمعیت دارد.